# رمی ولف
رمی ولف (به انگلیسی: Remi Wolf) با نام کامل رمی فرانسیس وولف (به انگلیسی: Remi Francis Wolf) (زاده ۲ فوریهٔ ۱۹۹۶) خواننده، ترانه‌سرا و تهیه‌کننده موسیقی آمریکایی است.